# Kazachse voetbalbeker 2008
2008 was het zeventiende seizoen van de Beker van Kazachstan. De 30 deelnemende ploegen streden van 9 april t/m 16 november in een knock-outsysteem. De kwart- en halve finales bestonden uit een heen- en een terugwedstrijd.

## Eerste ronde
De wedstrijden werden gespeeld op 9 april 2008.
| Thuisclub                      | Uitslag | Uitclub                   |
| ------------------------------ | ------- | ------------------------- |
| Aqjayıq FK Oral                | 3-2     | Oqjetpes FK Kökşetaw      |
| Aqsu FK Stepnogor              | 0-3.    | Almatı FK                 |
| Aqtöbe-Jas FK                  | 1-2     | Energetïk-2 FK Ekibastuz  |
| Astana FK                      | 1-0     | Bolat-AMT FK Temirtaw     |
| Ayjarıq FK Şımkent             | 1-2     | Megasport FK Almatı       |
| Avanğard-SKO FK Petropavl      | 1-3     | Jetisu FK Taldıqorğan     |
| Ile-Saulet FK Ötegen Batır     | 1-4     | Vostok FK Öskemen         |
| Kaspïy FK Aqtaw                | 0-2     | Ertis FK Pavlodar         |
| Qarasay Sarbazdarı FK Qaskeleñ | 0-1     | Esil-Bogatır FK Petropavl |
| Qaysar FK Qızılorda            | 2-0     | Asbest FK Jitiqara        |
| Qazaqmıs FK Sätbaev            | 0-3     | Tobıl FK Qostanay         |
| Spartak FK Semey               | 0-6     | Ordabası FK Şımkent       |
| Şaxter FK Qarağandı            | 11-0    | Gornyak FK Xromtaw        |
| Taraz FK                       | 1-2     | Qayrat FK Almatı          |
| vrijgeloot                     | .-.     | Aqtöbe FK                 |
| vrijgeloot                     | .-.     | Atıraw FK                 |

## Achtste finale
De wedstrijden werden gespeeld op 23 april 2008.
| Thuisclub             | Uitslag        | Uitclub                   |
| --------------------- | -------------- | ------------------------- |
| Almatı FK             | 4-1            | Megasport FK Almatı       |
| Aqtöbe FK             | 5-0            | Atıraw FK                 |
| Astana FK             | 0-2            | Esil-Bogatır FK Petropavl |
| Ertis FK Pavlodar     | 3-1            | Aqjayıq FK Oral           |
| Jetisu FK Taldıqorğan | 2-1 n.v.       | Ordabası FK Şımkent       |
| Şaxter FK Qarağandı   | 1-1 (3-5 n.s.) | Qayrat FK Almatı          |
| Tobıl FK Qostanay     | 4-0            | Energetïk-2 FK Ekibastuz  |
| Vostok FK Öskemen     | 1-0            | Qaysar FK Qızılorda       |

## Kwartfinale
De wedstrijden werden gespeeld op 7 & 14 mei 2008.
| Thuisclub                 | Uitslag | Uitslag | Uitclub               |
| ------------------------- | ------- | ------- | --------------------- |
| Esil-Bogatır FK Petropavl | 0-3     | 1-1     | Almatı FK             |
| Qayrat FK Almatı          | 0-1     | 0-2     | Aqtöbe FK             |
| Tobıl FK Qostanay         | 4-1     | 2-0     | Jetisu FK Taldıqorğan |
| Vostok FK Öskemen         | 4-1     | 0-2     | Ertis FK Pavlodar     |

## Halve finale
De wedstrijden werden gespeeld op 28 oktober & 12 november 2008.
| Thuisclub         | Uitslag | Uitslag | Uitclub   |
| ----------------- | ------- | ------- | --------- |
| Tobıl FK Qostanay | 1-1     | 0-1     | Aqtöbe FK |
| Vostok FK Öskemen | 2-2     | 2-5     | Almatı FK |

## Finale
|                               |                                |       |             |                                                                                         |
| 16 november 2008, 14:00 UTC+6 | Aqtöbe FK                      | 3 - 1 | Almatı FK   | Almatı Ortalıq Stadïon Toeschouwers: 7.000 Scheidsrechter: Ruslan Duzmambetov (Öskemen) |
| 16 november 2008, 14:00 UTC+6 | Strukov 36', 38' Golovskoy 86' | KFF   | Kostrïb 22' | Almatı Ortalıq Stadïon Toeschouwers: 7.000 Scheidsrechter: Ruslan Duzmambetov (Öskemen) |